# Ellen DeGeneres
Ellen Lee DeGeneres (ur. 26 stycznia 1958 w Metairie) – amerykańska scenarzystka i aktorka, zdobywczyni nagrody Emmy. W 2016 otrzymała Medal Wolności od ówczesnego prezydenta Stanów Zjednoczonych Baracka Obamy. W latach 2003–2022 prowadziła własny talk-show The Ellen DeGeneres Show.

## Życiorys

### Młodość
Ellen DeGeneres urodziła się w Metairie w amerykańskim stanie Luizjana. Jej ojciec, Elliot DeGeneres, był agentem ubezpieczeniowym; matka, Elizabeth (Betty) Jane Pfeffer, agentką nieruchomości. Ma pochodzenie francuskie, angielskie, niemieckie i irlandzkie.

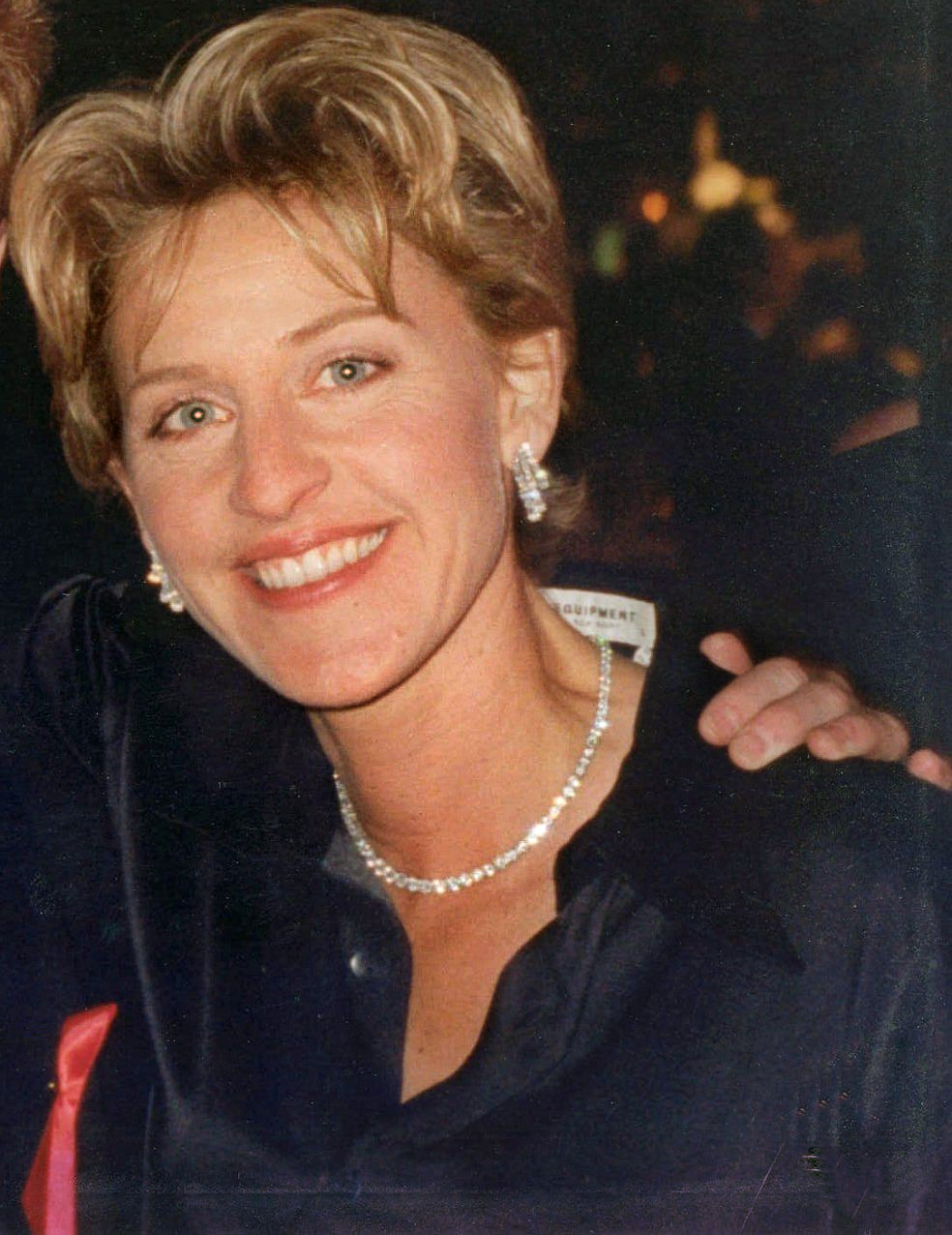
Ellen DeGeneres na gali rozdania nagród Emmy, wrzesień 1994

Razem z bratem Vance’em, aktorem i gitarzystą zespołu rockowego Cowboy Mouth, Ellen była wychowywana w wierze Stowarzyszenia Chrześcijańskiej Nauki aż do ukończenia 13. roku życia. W styczniu 1974 roku rodzice Ellen rozwiedli się, a wkrótce potem jej matka ponownie wyszła za mąż za Roya Gruessendorfa, sprzedawcę. Betty Jane, jej dzieci i Gruessendorf przeprowadzili się z Nowego Orleanu do Atlanty w Teksasie, gdzie w 1976 roku Ellen ukończyła szkołę średnią Atlanta High School. Następnie wróciła do Nowego Orleanu, aby podjąć studia w zakresie komunikacji na tamtejszym uniwersytecie. Po jednym semestrze odeszła z uczelni i podjęła pracę administracyjną w firmie prawniczej wraz ze swoją kuzynką Laurą Gillen. Pracowała też jako sprzedawczyni w sklepie odzieżowym sieci "Merry-Go-Round", kelnerka w sieci restauracji "TGI Friday's", malarz domowy, hostessa, barmanka. W końcu doszła do wniosku, że woli pracować na własny rachunek.

### Kariera

#### Stand up
Ellen rozpoczęła karierę komediową od występów w małych klubach i kawiarniach. W roku 1981 objęła prowadzenie Clyde's Comedy Club. Nazywana była "kobiecą wersją Boba Newharta". We wczesnych latach 80. zaczęła jeździć z monologami komediowymi po całej Ameryce. Została nazwana "najzabawniejszą osobą w Ameryce", gdy wygrała konkurs sponsorowany przez telewizję kablową Showtime; temu tytułowi zawdzięczała bardziej prestiżowe występy, między innymi w programie Johnny'ego Carsona "The Tonight Show" w roku 1986.

#### Sitcom „Ellen” (1994–1998)
Humor Ellen stał się podstawą sitcomu Ellen (przez pierwszy sezon pod nazwą These Friends of Mine – „Ci moi przyjaciele”). Serial, opowiadający o prowadzącej księgarnię Ellen Morgan, był bardzo popularny ze względu na trafne spostrzeżenia dotyczące codziennego życia; porównywano go do Seinfelda.
Serial skupił na sobie największą uwagę, kiedy w lutym 1997 DeGeneres ogłosiła publicznie w programie The Oprah Winfrey Show, że jest homoseksualna. Podobnie zrobiła grana przez nią Ellen Morgan: wyszła z ukrycia w kwietniu tego samego roku, wyznając orientację seksualną swojej terapeutce, którą grała właśnie Oprah Winfrey. Odcinek z coming out zatytułowany jest „The Puppy Episode” i był jednym z odcinków o najwyższej oglądalności. Później serial zaczął poważnie tracić na popularności i został zdjęty z anteny. DeGeneres wróciła do solowych występów komediowych, a później została prezenterką talk-show, którego prowadzenie zakończyła w 2022 roku w atmosferze skandalu.

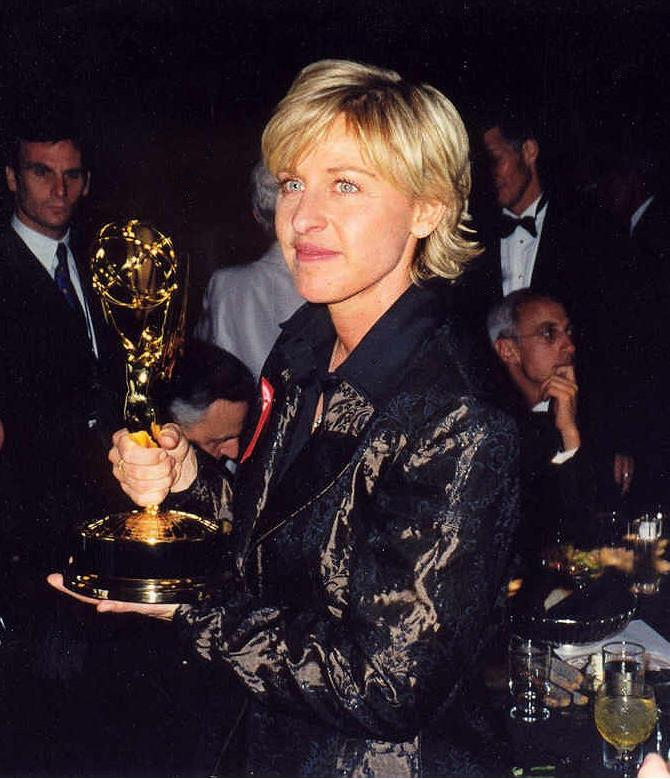
Ellen DeGeneres z nagrodą Emmy, wrzesień 1997

#### Sitcom „The Ellen Show” (2001–2002)
DeGeneres powróciła do telewizji w 2001 roku nadawanym przez CBS sitcomem The Ellen Show. Jej postać znowu była lesbijką, ale nie był to główny temat serialu. The Ellen Show miał przychylne recenzje, jednak niska oglądalność sprawiła, że nakręcono tylko jeden sezon.
4 listopada 2001 Ellen poprowadziła telewizyjną ceremonię rozdania nagród Emmy. Ceremonia była dwukrotnie odwoływana, ponieważ obawiano się, że nietaktem byłoby organizowanie jej po wydarzeniach 11 września. Ostatecznie nadano jej poważniejszy ton. DeGeneres kilkakrotnie otrzymała owacje na stojąco, między innymi za stwierdzenie: Mówi nam się, żebyśmy żyli tak jak dotychczas, bo inaczej pokażemy terrorystom, że wygrali. Rzeczywiście, czy coś może zdenerwować talibów bardziej niż lesbijka w garniturze, przemawiająca do widowni pełnej Żydów?

#### Dubbing
DeGeneres użyczyła swojego głosu Dory, rybce z krótką pamięcią, jednej z bohaterek filmu Gdzie jest Nemo? (Disney Pixar 2003). Reżyser filmu, Andrew Stanton, powiedział, że wybrał ją, ponieważ w swoim talk-show „w jednym zdaniu pięć razy zmienia temat”.
Ellen podkładała również głos psa w prologu do filmu Dr Dolittle.

#### Talk-show „The Ellen DeGeneres Show” (2003-2022)
We wrześniu 2003 DeGeneres rozpoczęła prowadzenie The Ellen DeGeneres Show. Pomimo iż w tym samym czasie pojawiło się kilka innych talk-show prowadzonych przez tak znane osoby jak np. Sharon Osbourne, program Ellen miał coraz większą oglądalność i spotykał się z przychylnością krytyków. Pierwszy sezon otrzymał 11 nominacji do nagród Emmy i wygrał 4, w tym za najlepszy talk-show. Do 2019 roku program otrzymał 166 nominacji oraz wygrał 61 nagród Daytime Emmy Award. Kanał YouTube talk-show znajduje się w 30 najczęściej subskrybowanych kanałów YouTube (ponad 37 mln subskrypcji).

Logo programu The Ellen DeGeneres Show

W listopadzie 2004 DeGeneres zatańczyła w reklamie American Express. Ostatnia reklama American Express, w której wystąpiła ze zwierzętami, to dwuminutowy czarno-biały spot nakręcony w 2006 roku.
DeGeneres została wybrana do poprowadzenia ceremonii rozdania nagród Emmy 18 września 2005 roku, trzy tygodnie po huraganie Katrina, który zdewastował wybrzeża amerykańskich stanów Luizjana, Missisipi i Alabama – Ellen już drugi raz poprowadziła tę ceremonię po narodowej tragedii. Wcześniej prowadziła ją też w latach 1996 i 1997.
W maju 2007 DeGeneres była zmuszona do leżenia w łóżku przez zerwane więzadło w plecach. Talk-show prowadziła ze szpitalnego łóżka, pod opieką pielęgniarza. Goście również siedzieli na szpitalnych łóżkach.
W 2020 roku media obiegły informacje, że na planie produkcji DeGeneres miała stosować mobbing, poniżanie i rasizm w stosunku do ekipy pracującej przy programie. Kontrola WarnerMedia potwierdziła te doniesienia, a następnie Ellen przeprosiła za swoje zachowanie.

#### 79. gala Akademii Filmowej
25 lutego 2007 roku DeGeneres (jako pierwsza osoba deklarująca orientację homoseksualną) poprowadziła 79. galę rozdania nagród amerykańskiej Akademii Filmowej. Podczas przedstawienia powiedziała: „Co za wspaniała noc, taka różnorodność na sali, w roku, w którym powiedzianych zostało tyle negatywnych rzeczy o ludzkiej rasie, religii i orientacji seksualnej. Od siebie dodam: gdyby nie było czarnych, Żydów i gejów, nie byłoby Oscarów, ani nikogo o imieniu Oscar, gdy się nad tym zastanowić”. Recenzje jej występu były pozytywne, według jednej z nich: „DeGeneres rządziła, nigdy nie zapomniała, że jest tam nie tylko po to, by rozerwać nominowanych do Oscara, ale również po to, by bawić publiczność w domach”. Ellen została za prowadzenie gali nominowana do nagrody Emmy (otrzymał ją jednak Tony Bennett).

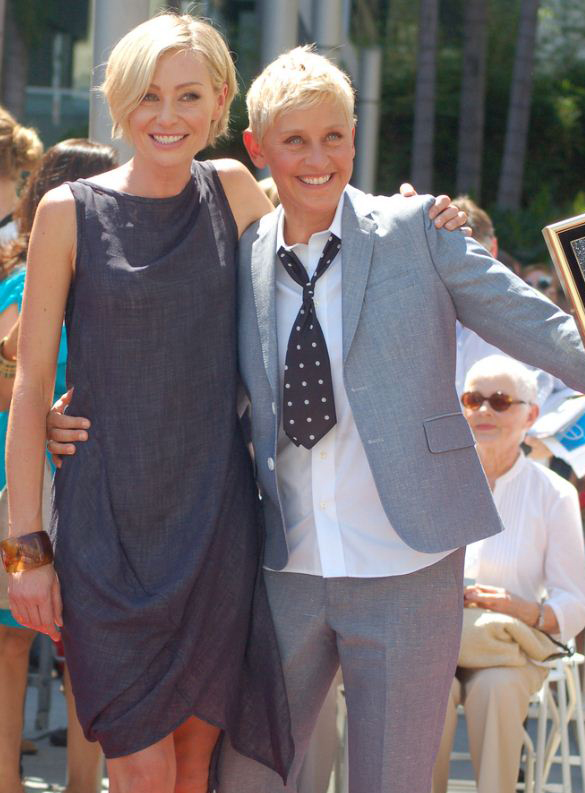
DeGeneres z Portią de Rossi na ceremonii przyznania gwiazdy dla DeGeneres w Hollywoodzkiej Alei Gwiazd, wrzesień 2012

#### American Idol
W 2010 roku była również jurorką programu American Idol, który opuściła po jednym sezonie uczestnictwa.

### Życie prywatne
Otwarcie przyznaje, że jest lesbijką.
Związek Ellen z aktorką Anne Heche był opisywany w brukowcach. Po paru latach Heche zerwała z nią i wyszła za kamerzystę Coleya Laffoona. DeGeneres nawiązała bliższą znajomość z aktorką, reżyserką i fotografką Alexandrą Hedison; razem pojawiły się na okładce magazynu The Advocate (już po ogłoszonym w prasie zerwaniu). Od 2004 roku DeGeneres jest w związku z aktorką Portią de Rossi, znaną m.in. z serialu Ally McBeal. DeGeneres i de Rossi obecnie mieszkają w Santa Barbara z 4 psami i 3 kotami. Panie pobrały się w sobotę 16 sierpnia 2008 w ogrodzie wspólnego domu w Beverly Hills. Na prywatną ceremonię zaproszono tylko 19 osób.
Portia de Rossi w ramach prezentu na 60. urodziny DeGeneres utworzyła „The Ellen DeGeneres Campus of the Dian Fossey Gorilla Fund”, jest to miejsce gdzie naukowcy i wolontariusze współpracują, by ocalić goryle przed wyginięciem. Kampus ten umożliwia adopcję goryli. DeGeneres uznała, że jest to najlepszy prezent jaki otrzymała w życiu. 
W książce Love, Ellen matka Ellen, Betty DeGeneres, opisała szok, który przeżyła, dowiedziawszy się, że jej córka jest lesbijką. Z czasem stała się jednak jedną z najbardziej wspierających ją osób; jest aktywnym członkiem grupy wsparcia dla rodziców osób homoseksualnych.

### Majątek
W 2007 roku miesięcznik Forbes wycenił osobisty majątek Ellen DeGeneres na 65 milionów dolarów.

## Osiągnięcia

### Praca w telewizji
- Women of the Night (1988)
- Open House (1989-1990)
- Laurie Hill (1992-1993)
- Roseanne jako dr Whitman (1995)
- Ellen (1994-1998)
- Mad About You jako Nancy Bloom (1998)
- Gdyby ściany mogły mówić 2 (2000)
- Ellen DeGeneres: The Beginning (2000)
- Will & Grace jako Siostra Louise (2001)
- On the Edge (2001)
- The Ellen Show (2001-2002)
- Ellen DeGeneres: Here and Now (2003)
- The Ellen DeGeneres Show (2003-2022)
- Prowadząca 79. Gali rozdania Oscarów (25 lutego 2007)
- Współprowadząca Amerykańskiego Idola (sezon 6) (kwiecień 2007)
- Arduous Moon (1990) (krótkometrażowy)
- Wisecracks (1991) (dokumentalny)
- Stożkogłowi (1993)
- Trevor (1994) (krótkometrażowy)
- Ellen's Energy Adventure (1996) (krótkometrażowy)
- Mr. Wrong (1996)
- Goodbye Lover (1998)
- Dr Dolittle (1998) (głos psa)
- Ed TV (1999)
- The Love Letter (1999)
- Gdyby ściany mogły mówić 2 (2000)
- Pauly Shore Is Dead (2003)
- Gdzie jest Nemo? (2003) (głos Dory)
- My Short Film (2004) (krótkometrażowy)
- American Idol 9 (2010)
- Gdzie jest Dory? (2016) (głos Dory)

### DVD
- Ellen DeGeneres: Taste This
- The Ellen DeGeneres Show: DVDlicious

### Książki
- My Point... And I Do Have One (1995)
- The Funny Thing Is... (2003)
- Seriously... I'm kidding (2011)
- Home: The Art of Effortless Design (2015)

## Nagrody
Nagrody Daytime Emmy
- 2007 Outstanding Talk Show, The Ellen DeGeneres Show
- 2007 Outstanding Talk Show Host, The Ellen DeGeneres Show
- 2006 Outstanding Talk Show, The Ellen DeGeneres Show
- 2006 Outstanding Talk Show Host, The Ellen DeGeneres Show
- 2006 Outstanding Special Class Writing, The Ellen DeGeneres Show
- 2005 Outstanding Talk Show, The Ellen DeGeneres Show
- 2005 Outstanding Talk Show Host, The Ellen DeGeneres Show
- 2005 Outstanding Special Class Writing, The Ellen DeGeneres Show
- 2004 Outstanding Talk Show, The Ellen DeGeneres Show

Nagrody Emmy
- 1997 Outstanding Writing in a Comedy Series, Ellen (za odcinek "Puppy Episode")

Nagrody publiczności – People's Choice
- 2008 Favorite Daytime Talk Show Host
- 2008 Favorite Funny Female Star

- 2007 Favorite Daytime Talk Show Host
- 2007 Favorite Funny Female Star

- 2006 Favorite Daytime Talk Show Host
- 2006 Favorite Funny Female Star

- 2005 Favorite Daytime Talk Show Host
- 2005 Favorite Funny Female Star

Nagrody dzieci – Kids Choice
- 2004 Ulubiony Głos w filmie animowanym, Gdzie jest Nemo? (rybka Dory)

1st Annual Wave Awards, Academy of Wireless Arts, Video and Entertainment
- 2007 Favorite Talk Show Host, Ellen: On the Go!, Ellen DeGeneres i Sprint

## Odznaczenia
- Prezydencki Medal Wolności – 2016[18][19]